# Easton, Pennsylvania
Easton är en stad i den amerikanska delstaten Pennsylvania med en yta av 12 km² och en folkmängd, som uppgår till 26 080 invånare (2008). Easton är administrativ huvudort i Northampton County, Pennsylvania och säte för Lafayette College.

## Kända personer från Easton
- Jack Coleman, skådespelare
- Leonard Lance, politiker
- Sally Jessy Raphaël, programledare
- Larry Holmes Boxare